# Es Pujols
Es Pujols è il più importante centro turistico dell'isola di Formentera. È situato nella parte nord dell'isola tra il lago Estany Pudent, una riserva naturale,  e il mare.
Un tempo minuscolo villaggio di pescatori è cresciuto rapidamente con il boom del turismo di massa e oggi è composto quasi esclusivamente da residence, alberghi, ristoranti e bar. Nonostante lo sviluppo turistico è rimasto, tuttavia, un centro di dimensioni abbastanza limitate e i residenti non superano le 600 unità.
È situato nella zona nord-orientale dell'isola nelle immediate vicinanze di alcune tra le più belle spiagge e rinomate dell'isola.
Molto affollato durante l'estate ospita tutte le sere, sul suo lungomare, un caratteristico mercatino con alcune bancarelle gestite da hippy.